# Artanema
Artanema là một chi nhỏ của thực vật có hoa gồm một số loài nằm trong họ Linderniaceae. Trước đây chi này được đặt nằm trong họ Plantaginaceae, tuy nhiên điều này đã thay đổi khi phân loại có sử dụng tới các bằng chứng về di truyền.

## Các loài
- Artanema bantamense Backer, 1913: Loài này có trên đảo Java.
- Artanema fimbriatum (Hook. ex Graham) D. Don, 1829: Trong khu vực từ Queensland đến đông bắc New South Wales, Australia.
- Artanema longifolium (L.) Vatke, 1882: Vừng đất. Phân bố rộng trong khu vực nhiệt đới. bao gồm Angola, Benin, Campuchia, Cameroon, Cộng hòa Trung Phi, Congo, Gabon, Ghana, Ấn Độ, Ivory Coast, Liberia, Malaysia, Myanmar, Nigeria, Philippines, Sri Lanka, Thái Lan, Togo, Uganda, Việt Nam, Cộng hòa Dân chủ Congo.